# Élections sénatoriales de 2011 à Paris
Des élections sénatoriales à Paris ont lieu le dimanche 25 septembre 2011. Elles ont pour but d'élire les douze sénateurs représentant l'unique commune-département au Sénat pour un mandat de six années.

## Contexte départemental
Lors des élections sénatoriales de 2004 à Paris, douze sénateurs ont été élus, un de l'UDF, une du PCF, quatre du PS, deux des Verts, un Divers droite et trois de l'UMP.
| Tête de liste  | Tête de liste               | Liste          | Voix  | %      | Élus |
| -------------- | --------------------------- | -------------- | ----- | ------ | ---- |
|                | Roger Madec                 | PS-PCF-EÉLV    | 1 191 | 52,08  | 7    |
|                | Philippe Goujon             | UMP            | 585   | 25,58  | 3    |
|                | Philippe Dominati           | UMP            | 180   | 7,87   | 1    |
|                | Yves Pozzo di Borgo         | UDF            | 154   | 6,73   | 1    |
|                | Jean-Yves Autexier          | MDC            | 112   | 4,90   |      |
|                | Michel Bulté                | UMP            | 45    | 1,97   |      |
|                | Philippe van den Herreweghe | DIV            | 5     | 0,22   |      |
|                | Olivier Bidou               | DVD            | 3     | 0,13   |      |
|                | Mustapha Lounes             | DIV            | 1     | 0,04   |      |
|                |                             |                |       |        |      |
| Inscrits       | Inscrits                    | Inscrits       | 2 311 | 100,00 |      |
| Abstentions    | Abstentions                 | Abstentions    | 2     | 0,99   |      |
| Votants        | Votants                     | Votants        | 2 309 | 99,01  |      |
| Blancs et nuls | Blancs et nuls              | Blancs et nuls | 22    | 0,95   |      |
| Exprimés       | Exprimés                    | Exprimés       | 2 287 | 98,96  |      |

Depuis, tous les effectifs du collège électoral des grands électeurs ont été renouvelés, avec les élections législatives françaises de 2007, les élections régionales françaises de 2010, les élections cantonales de 2008 et 2011 et les élections municipales françaises de 2008.

## Sénateurs sortants
| Sénateur | Sénateur                | Parti | Fonctions lors de l'élection en 2004           |
| -------- | ----------------------- | ----- | ---------------------------------------------- |
|          | Nicole Borvo Cohen-Seat | PCF   | Sénatrice sortante                             |
|          | Alima Boumediene-Thiery | EELV  | Députée européenne                             |
|          | Jean Desessard          | EELV  | Conseiller de Paris                            |
|          | David Assouline         | PS    | Adjoint au maire de Paris, conseiller de Paris |
|          | Jean-Pierre Caffet      | PS    | Adjoint au maire de Paris, conseiller de Paris |
|          | Bariza Khiari           | PS    | Conseillère du 16e arrondissement              |
|          | Roger Madec             | PS    | Maire du 19e arrondissement                    |
|          | Yves Pozzo di Borgo     | NC    | Conseiller de Paris                            |
|          | Catherine Dumas         | UMP   | Conseillère de Paris                           |
|          | Marie-Thérèse Hermange  | UMP   |                                                |
|          | Roger Romani            | UMP   | Sénateur sortant                               |
|          | Philippe Dominati       | UMP   | Conseiller de Paris                            |

## Présentation des listes et des candidats
Les nouveaux représentants sont élus pour une législature de 6 ans au suffrage universel indirect par les 2406 grands électeurs du département. Ceux-ci sont composés des 21 députés de Paris, des 41 conseillers régionaux d'Île-de-France élus à Paris, de 142 membres conseillers de Paris, de 21 suppléants de députés ou conseillers régionaux et de 2181 délégués désignés par le Conseil de Paris le 17 juin 2011, généralement choisis parmi des militants. À Paris, les sénateurs sont élus au scrutin proportionnel plurinominal. Leur nombre reste inchangé, 12 sénateurs sont à élire et 14 candidats doivent être présentés sur la liste pour qu'elle soit validée. Chaque liste de candidats est obligatoirement paritaire et alterne entre les hommes et les femmes. 6 listes ont été déposées dans le département. Elles sont présentées ici dans l'ordre de leur dépôt à la préfecture et comportent l'intitulé figurant aux dossiers de candidature.

### UMP - Majorité présidentielle
| N° | Candidats | Candidats                 | Parti | Mandats                                  |
| -- | --------- | ------------------------- | ----- | ---------------------------------------- |
| 01 |           | Chantal Jouanno           | UMP   | Ministre, conseillère régionale          |
| 02 |           | Philippe Dominati         | UMP   | Sénateur sortant, conseiller de paris    |
| 03 |           | Catherine Dumas           | UMP   | Sénatrice sortante, conseillère de Paris |
| 04 |           | Daniel-Georges Courtois   | UMP   | Conseiller de Paris                      |
| 05 |           | Céline Boulay-Espéronnier | UMP   | Conseillère de Paris                     |
| 06 |           | Hervé Benessiano          | UMP   | Conseiller de Paris                      |
| 07 |           | Claude-Annick Tissot      | UMP   | Conseillère de Paris                     |
| 08 |           | Richard Stein             | UMP   | Conseiller de Paris                      |
| 09 |           | Delphine Bürkli           | UMP   | Conseillère de Paris                     |
| 10 |           | Patrick Trémège           | UMP   | Conseiller de Paris                      |
| 11 |           | Marie-Claire Daveu        | UMP   | Conseillère régionale                    |
| 12 |           | Gérard d'Aboville         | UMP   | Conseiller de Paris                      |
| 13 |           | Michèle Haegy             | UMP   | Adjointe au maire du 1er arrondissement  |
| 14 |           | Roger Romani              | UMP   | Sénateur sortant, ancien ministre        |

### Parti socialiste-EELV-Parti communiste
| N° | Candidats | Candidats               | Parti | Mandats                                            |
| -- | --------- | ----------------------- | ----- | -------------------------------------------------- |
| 01 |           | Jean-Pierre Caffet      | PS    | Sénateur sortant, conseiller de Paris              |
| 02 |           | Bariza Khiari           | PS    | Sénatrice sortante                                 |
| 03 |           | Jean Desessard          | EELV  | Sénateur sortant                                   |
| 04 |           | Marie-Noëlle Lienemann  | PS    | Ancienne ministre                                  |
| 05 |           | Roger Madec             | PS    | Sénateur sortant, maire du 19e arrondissement      |
| 06 |           | Nicole Borvo Cohen-Seat | PCF   | Sénatrice sortante                                 |
| 07 |           | David Assouline         | PS    | Sénateur sortant, conseiller du 20e arrondissement |
| 08 |           | Leila Aïchi             | EELV  |                                                    |
| 09 |           | Pierre Laurent          | PCF   | Conseiller régional                                |
| 10 |           | Dominique Bertinotti    | PS    | Maire du 4e arrondissement                         |
| 11 |           | Jean-Bernard Bros       | PRG   | Conseiller de Paris                                |
| 12 |           | Marie-Laëtitia Bucchini | PS    |                                                    |
| 13 |           | Frédéric Hocquard       | PS    |                                                    |
| 14 |           | Liliane Capelle         | PS    | Adjointe au maire de Paris, conseillère de Paris   |

### Front national-Parti de la France
| N° | Candidats | Candidats            | Parti | Mandats |
| -- | --------- | -------------------- | ----- | ------- |
| 01 |           | Alain Dumait         | PPL   |         |
| 02 |           | Michèle Griotteray   | DVD   |         |
| 03 |           | Hubert de Beaufort   | DVD   |         |
| 04 |           | Annie Thierry        | FN    |         |
| 05 |           | Christian Lambert    | DVD   |         |
| 06 |           | Laurence Deguel      | DVD   |         |
| 07 |           | Edgard Hamet         | FN    |         |
| 08 |           | Élisabeth Baston     | FN    |         |
| 09 |           | Emmanuel Delhoume    | DVD   |         |
| 10 |           | Danielle de Beaupuis | DVD   |         |
| 11 |           | Jacques Bénilan      | DVD   |         |
| 12 |           | Muriel Engramer      | FN    |         |
| 13 |           | André Le Meignen     | DVD   |         |
| 14 |           | Françoise Sautour    | FN    |         |

### Union pour un mouvement populaire(dissidents)
| N° | Candidats | Candidats                 | Parti | Mandats                                     |
| -- | --------- | ------------------------- | ----- | ------------------------------------------- |
| 01 |           | Pierre Charon             | UMP   | Conseiller de Paris                         |
| 02 |           | Géraldine Poirault-Gauvin | UMP   | Conseillère régionale, conseillère de Paris |
| 03 |           | Jean-Pierre Lecoq         | UMP   | Maire du 6e arrondissement                  |
| 04 |           | Chantal Lambert-Burens    | UMP   | Adjointe au maire du 6e arrondissement      |
| 05 |           | Pierre-Yves Bournazel     | UMP   | Conseiller régional, conseiller de Paris    |
| 06 |           | Anne-Charlotte Buffeteau  | UMP   | Adjointe au maire du 15e arrondissement     |
| 07 |           | Christian Honoré          | UMP   | Conseiller du 18e arrondissement            |
| 08 |           | Marie-Thérèse Lacombe     | UMP   | Conseillère du 6e arrondissement            |
| 09 |           | Bertrand Pavlik           | UMP   | Conseiller du 6e arrondissement             |
| 10 |           | Catherine Margueritte     | UMP   | Conseillère du 15e arrondissement           |
| 11 |           | Aurélien Menut            | UMP   |                                             |
| 12 |           | Sophie Brugman            | UMP   |                                             |
| 13 |           | Pierre Gilbertas          | UMP   |                                             |
| 14 |           | Viviane Henriot           | UMP   |                                             |

### Centre et indépendants
| N° | Candidats | Candidats               | Parti | Mandats                               |
| -- | --------- | ----------------------- | ----- | ------------------------------------- |
| 01 |           | Yves Pozzo di Borgo     | NC    | Sénateur sortant, conseiller de Paris |
| 02 |           | Catherine Bruno         | NC    | Conseillère de Paris                  |
| 03 |           | Éric Hélard             | DVD   | Conseiller de Paris                   |
| 04 |           | Fabienne Gasnier        | NC    | Conseillère de Paris                  |
| 05 |           | Jérôme Dubus            | DVD   | Conseiller de Paris                   |
| 06 |           | Marie-Christine Piredda | NC    | Conseiller du 8e arrondissement       |
| 07 |           | Bruno North             | CNIP  | Secrétaire général du CNIP            |
| 08 |           | Constance Wiltzer       | NC    |                                       |
| 09 |           | Daniel Cayol            | NC    | Conseiller du 14e arrondissement      |
| 10 |           | Muriel Saban            | NC    |                                       |
| 11 |           | Gilles Casanova         | LGM   |                                       |
| 12 |           | Édith Gallois           | NC    | Conseiller de Paris                   |
| 13 |           | Armand Abadie           | PLD   |                                       |
| 14 |           | Sophie Rheims           | NC    |                                       |

### Parti des libertés
| N° | Candidats | Candidats             | Parti | Mandats                          |
| -- | --------- | --------------------- | ----- | -------------------------------- |
| 01 |           | Serge Federbusch      | DVD   | Conseiller du 10e arrondissement |
| 02 |           | Christiane Chavane    | DVD   |                                  |
| 03 |           | Alain Cohen Dumouchel | DVD   |                                  |
| 04 |           | Douce de Franclieu    | DVD   |                                  |
| 05 |           | Bertrand Teng         | DVD   |                                  |
| 06 |           | Laurence Petit        | DVD   |                                  |
| 07 |           | Olivier Feutry        | DVD   |                                  |
| 08 |           | Lucia Laporte         | DVD   |                                  |
| 09 |           | Bernard Atlan         | DVD   |                                  |
| 10 |           | Michèle Hervé         | DVD   |                                  |
| 11 |           | Robert Gary Bobo      | DVD   |                                  |
| 12 |           | Claude Lescure        | DVD   |                                  |
| 13 |           | Pierre Henry          | DVD   |                                  |
| 14 |           | Françoise Javel       | DVD   |                                  |

## Résultats
| Tête de liste  | Tête de liste       | Liste           | Voix  | %      | Élus |
| -------------- | ------------------- | --------------- | ----- | ------ | ---- |
|                | Jean-Pierre Caffet  | PS-EELV-PCF     | 1 449 | 61,22  | 8    |
|                | Chantal Jouanno     | UMP             | 542   | 22,90  | 2    |
|                | Pierre Charon       | UMP             | 189   | 7,98   | 1    |
|                | Yves Pozzo di Borgo | NC-LGM-CNIP-PLD | 181   | 7,65   | 1    |
|                | Alain Dumait        | FN              | 6     | 0,25   |      |
|                | Serge Federbusch    | DVD             | 0     | 0,00   |      |
|                |                     |                 |       |        |      |
| Inscrits       | Inscrits            | Inscrits        | 2 406 | 100,00 |      |
| Abstentions    | Abstentions         | Abstentions     | 12    | 0,50   |      |
| Votants        | Votants             | Votants         | 2 394 | 99,50  |      |
| Blancs et nuls | Blancs et nuls      | Blancs et nuls  | 27    | 1,12   |      |
| Exprimés       | Exprimés            | Exprimés        | 2 367 | 98,38  |      |

### Sénateurs élus
| Sénateur | Sénateur                | Parti |
| -------- | ----------------------- | ----- |
|          | Nicole Borvo Cohen-Seat | PCF   |
|          | Leila Aïchi             | EELV  |
|          | Jean Desessard          | EELV  |
|          | Marie-Noëlle Lienemann  | PS    |
|          | Roger Madec             | PS    |
|          | David Assouline         | PS    |
|          | Jean-Pierre Caffet      | PS    |
|          | Bariza Khiari           | PS    |
|          | Yves Pozzo di Borgo     | NC    |
|          | Chantal Jouanno         | UMP   |
|          | Pierre Charon           | UMP   |
|          | Philippe Dominati       | UMP   |